# Дайера
Дайера, или Диера (лат. Dyera), — род деревянистых растений семейства Кутровые (Apocynaceae), распространённый на полуострове Индокитай и на западе Малезии.
Род назван в честь английского ботаника Уильяма Тёрнера Тизелтона-Дайера.

## Ботаническое описание
Деревья до 80 м высотой. Ствол до 300 см в диаметре. Латекс белый. Листья в мутовках по 4—8.
Соцветия пазушные, многоцветковые, цимозные. Венчик небольшой, белый, зеленоватый или розовато-жёлтый, доли его длиннее трубки. Завязь полунижняя; семязачатки многочисленные. Стручки толстые, деревянистые, до 40 см длиной. Семена эллиптические, сжатые, окружены плёнчатым крылом.

## Виды
Род включает 2 вида:
- Dyera costulata (Miq.) Hook.f. typus
- Dyera polyphylla (Miq.) Steenis